# فرخنده سینه‌حنایی
فرخنده سینه‌حنایی (نام علمی: Thlypopsis ornata) گونه‌ای از پرندگان تیرهٔ فرخندگان (Thraupidae) است.
در اکوادور، پرو و جنوب غربی کلمبیا یافت می‌شود. زیستگاه‌های طبیعی آن جنگل‌های کوهستانی نمناک نیمه‌گرمسیری یا گرمسیری، بوته‌زارهای نیمه‌گرمسیری یا گرمسیری با ارتفاع بالا و جنگل‌های پیشین به شدت دگرگون‌شده است.